# Acleris
Acleris är ett släkte av fjärilar som beskrevs av Jacob Hübner 1825. Acleris ingår i familjen vecklare.

## Bildgalleri

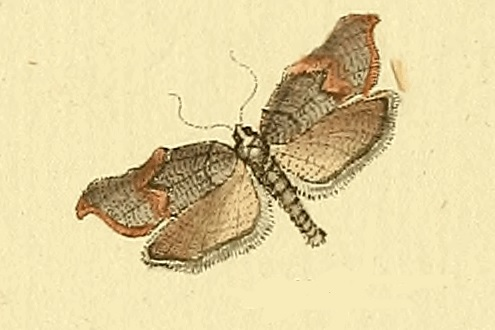

## Dottertaxa tillAcleris, i alfabetisk ordning[1][2]
- Acleris abietana
- Acleris abildgaardana
- Acleris abjectana
- Acleris acmanthes
- Acleris adspersana
- Acleris adustana
- Acleris aenigmana
- Acleris aerugana
- Acleris aestuosa
- Acleris affinatana
- Acleris agraphana
- Acleris agrioma
- Acleris albana
- Acleris albicapitana
- Acleris albicomana
- Acleris albicostana
- Acleris albidana
- Acleris albidorsana
- Acleris albilineana
- Acleris albimaculana
- Acleris albipuncta
- Acleris albipunctana
- Acleris albiscapulana
- Acleris albisparsana
- Acleris albistriana
- Acleris albistrigana
- Acleris albodelineata
- Acleris alboflammana
- Acleris albonigra
- Acleris alboruficostana
- Acleris albosericana
- Acleris albostriana
- Acleris albovittana
- Acleris alisana
- Acleris alnivora
- Acleris alpicolana
- Acleris alpinana
- Acleris americana
- Acleris amurensis
- Acleris angusana
- Acleris aphorista
- Acleris apiciana
- Acleris apicivitta
- Acleris approximana
- Acleris aquilana
- Acleris aquilina
- Acleris arcticana
- Acleris arcuata
- Acleris argentana
- Acleris argenteostrigana
- Acleris arquatana
- Acleris askoldana
- Acleris asperana
- Acleris aspersana
- Acleris atayalicana
- Acleris atomella
- Acleris atomophora
- Acleris atra
- Acleris atrana
- Acleris atrosignana
- Acleris attaliana
- Acleris auricaput
- Acleris aurichalcana
- Acleris auristellana
- Acleris aurolimbana
- Acleris autumnana
- Acleris avicularia
- Acleris azumina
- Acleris bacurana
- Acleris baracola
- Acleris basalticola
- Acleris basileana
- Acleris bengalica
- Acleris bentincki
- Acleris bentleyana
- Acleris bergmanniana
- Acleris bicolor
- Acleris bicoloria
- Acleris bifidana
- Acleris bistriana
- Acleris bivittana
- Acleris blackmorei
- Acleris blanda
- Acleris blandiana
- Acleris blomiana
- Acleris bollingerana
- Acleris borana
- Acleris boreana
- Acleris boscana
- Acleris boscanoides
- Acleris brachiana
- Acleris braunana
- Acleris brevivittana
- Acleris brewsteriana
- Acleris brisiacana
- Acleris britannia
- Acleris brunnea
- Acleris brunneana
- Acleris brunneastriana
- Acleris brunneoradiana
- Acleris brunneostriana
- Acleris brunnescens
- Acleris brunnistriana
- Acleris bununa
- Acleris busckana
- Acleris byringerana
- Acleris caeruleoatrana
- Acleris caerulescens
- Acleris caledoniana
- Acleris caliginosana
- Acleris canescana
- Acleris capizziana
- Acleris capucina
- Acleris caryosphena
- Acleris castaneana
- Acleris caucasica
- Acleris caudana
- Acleris celiana
- Acleris centrana
- Acleris centrovittana
- Acleris cerusana
- Acleris cervinana
- Acleris chalybeana
- Acleris chantana
- Acleris charlottana
- Acleris chionocentra
- Acleris chloroma
- Acleris ciliana
- Acleris cinderella
- Acleris cinerea
- Acleris cinereana
- Acleris cirrana
- Acleris clarkei
- Acleris clarkiana
- Acleris clarkiania
- Acleris clemensiana
- Acleris comandrana
- Acleris comariana
- Acleris combustana
- Acleris comparana
- Acleris compsoptila
- Acleris conchyloides
- Acleris confixana
- Acleris confusa
- Acleris coniferarum
- Acleris consimilana
- Acleris contaminana
- Acleris coprana
- Acleris cornana
- Acleris coronana
- Acleris costialba
- Acleris costimaculana
- Acleris costimlacuana
- Acleris costistrigana
- Acleris cotini
- Acleris crassa
- Acleris crassana
- Acleris crataegi
- Acleris cribellata
- Acleris cristalana
- Acleris cristana
- Acleris crocopepla
- Acleris crocoptycha
- Acleris curtisana
- Acleris curvalana
- Acleris cyaneana
- Acleris dealbata
- Acleris decolorata
- Acleris decosseana
- Acleris dedita
- Acleris deficiens
- Acleris deflectana
- Acleris delicata
- Acleris delicatana
- Acleris densana
- Acleris dentata
- Acleris denticulosa
- Acleris desfontainana
- Acleris dictyodes
- Acleris dimidiana
- Acleris dispar
- Acleris disputabilis
- Acleris disquei
- Acleris dissonana
- Acleris divisana
- Acleris dorsialba
- Acleris dorsipurpurana
- Acleris dorsomaculana
- Acleris dorsosquamana
- Acleris dryochyta
- Acleris dualana
- Acleris dumigera
- Acleris duracina
- Acleris effractana
- Acleris elaearcha
- Acleris electrina
- Acleris elegans
- Acleris elevana
- Acleris emargana
- Acleris emera
- Acleris enitescens
- Acleris ephippana
- Acleris erebana
- Acleris erutana
- Acleris erythrites
- Acleris eutaeniana
- Acleris excavana
- Acleris excerptana
- Acleris eximiana
- Acleris expressa
- Acleris exsucana
- Acleris extensana
- Acleris extranea
- Acleris faaborgensis
- Acleris fagana
- Acleris falsana
- Acleris famula
- Acleris fasciana
- Acleris favillaceana
- Acleris ferox
- Acleris ferrugana
- Acleris ferruginea
- Acleris ferruginiguttana
- Acleris ferrumixtana
- Acleris filipjevi
- Acleris fimbriana
- Acleris fishiana
- Acleris fissurana
- Acleris fistularis
- Acleris flammeana
- Acleris flava
- Acleris flavana
- Acleris flavicapitana
- Acleris flavicostana
- Acleris flavidorsana
- Acleris flavivittana
- Acleris flavostriana
- Acleris foliana
- Acleris forbesana
- Acleris fordana
- Acleris formosae
- Acleris formosana
- Acleris forsskaleana
- Acleris fragariana
- Acleris fulvana
- Acleris fulvirrorana
- Acleris fulvocristana
- Acleris fulvodorsana
- Acleris fulvoliterana
- Acleris fulvomaculana
- Acleris fulvomixtana
- Acleris fulvopunctana
- Acleris fulvopurdeyana
- Acleris fulvosericana
- Acleris fulvostriana
- Acleris fulvovittana
- Acleris furvana
- Acleris fuscana
- Acleris fuscopunctata
- Acleris fuscotogata
- Acleris galacteana
- Acleris gallicolana
- Acleris gatesclarkei
- Acleris germarana
- Acleris gibbosana
- Acleris gilvana
- Acleris glaucomis
- Acleris gloveranus
- Acleris gnomana
- Acleris gobica
- Acleris gossypiella
- Acleris grisea
- Acleris griseana
- Acleris griseis
- Acleris griseofasciana
- Acleris griseovariegata
- Acleris griseovittana
- Acleris gumpiana
- Acleris gumpinana
- Acleris halliana
- Acleris hapalactis
- Acleris hastiana
- Acleris haworthana
- Acleris hectaea
- Acleris heindelana
- Acleris helvolaris
- Acleris heringi
- Acleris hippophaeana
- Acleris hirundana
- Acleris hispidana
- Acleris hohuanshana
- Acleris hokkaidana
- Acleris holmiana
- Acleris hormiophora
- Acleris hudsoniana
- Acleris hübneri
- Acleris hyemana
- Acleris hypericana
- Acleris idonea
- Acleris imitatrix
- Acleris implexana
- Acleris impura
- Acleris inana
- Acleris incognita
- Acleris indecorana
- Acleris indignana
- Acleris inornana
- Acleris insignana
- Acleris insulana
- Acleris intermediana
- Acleris irrorana
- Acleris irroroliterana
- Acleris isshikii
- Acleris issikii
- Acleris jansoniana
- Acleris janthana
- Acleris japonica
- Acleris joannisi
- Acleris kearfottana
- Acleris keiferi
- Acleris kinangopana
- Acleris klotsi
- Acleris kochiella
- Acleris kodamai
- Acleris kurokoi
- Acleris kuznetsovi
- Acleris labeculana
- Acleris lacordairana
- Acleris lamprana
- Acleris larseni
- Acleris laterana
- Acleris latifasciana
- Acleris latofasciata
- Acleris leachana
- Acleris leechi
- Acleris lefebvriana
- Acleris lemvigiana
- Acleris leporinana
- Acleris leprosana
- Acleris leucophaeana
- Acleris leucophracta
- Acleris liberana
- Acleris lichenana
- Acleris lipsiana
- Acleris literana
- Acleris lithoptila
- Acleris lividana
- Acleris logiana
- Acleris longepartitana
- Acleris longipalpana
- Acleris longulana
- Acleris lophota
- Acleris lorquiniana
- Acleris loxoscia
- Acleris lubricana
- Acleris lucidana
- Acleris lucipara
- Acleris lucipeta
- Acleris luoyingensis
- Acleris luteana
- Acleris lutescentis
- Acleris lutiplaga
- Acleris lythargyrana
- Acleris maccana
- Acleris macdunnoughi
- Acleris maculidorsana
- Acleris maculipunctana
- Acleris maculostriana
- Acleris malagassana
- Acleris malivorana
- Acleris manleyana
- Acleris marmorana
- Acleris masoniana
- Acleris matthewsi
- Acleris maximana
- Acleris mayrana
- Acleris medea
- Acleris meincki
- Acleris melanophyta
- Acleris merlana
- Acleris metallastra
- Acleris metallicana
- Acleris minuta
- Acleris mitterbergeriana
- Acleris mixtana
- Acleris monagma
- Acleris mucidana
- Acleris multipunctana
- Acleris multipunctata
- Acleris mulzeriana
- Acleris mundana
- Acleris nakajimai
- Acleris napaea
- Acleris nebulana
- Acleris nectaritis
- Acleris negundana
- Acleris nigrana
- Acleris nigricana
- Acleris nigrilineana
- Acleris nigriradix
- Acleris nigrobasis
- Acleris nigrocapitana
- Acleris nigrocostana
- Acleris nigrocristana
- Acleris nigrodivisana
- Acleris nigrofasciana
- Acleris nigrofulvana
- Acleris nigrolinea
- Acleris nigroliterana
- Acleris nigromaculana
- Acleris nigromaculata
- Acleris nigropunctana
- Acleris nigroruficostana
- Acleris nigrosignana
- Acleris nigrostriana
- Acleris nigrostrigana
- Acleris nigrosubcristalana
- Acleris nigrosubvittana
- Acleris nigrovittana
- Acleris niveana
- Acleris nivisellana
- Acleris notana
- Acleris notatana
- Acleris nyctemerana
- Acleris obligatoria
- Acleris obliterana
- Acleris obscura
- Acleris obscurana
- Acleris obsoletana
- Acleris obtusana
- Acleris ochracea
- Acleris ochreafulvana
- Acleris ochreana
- Acleris ochreapunctana
- Acleris ochreofasciana
- Acleris ochreostriana
- Acleris ochreovittana
- Acleris ochropicta
- Acleris ocydroma
- Acleris okanagana
- Acleris olivacea
- Acleris olivana
- Acleris olivariana
- Acleris olseniana
- Acleris opacana
- Acleris ophthalmicana
- Acleris orphnocycla
- Acleris osbeckiana
- Acleris osthelderi
- Acleris oxycoccana
- Acleris palistriana
- Acleris pallidorbis
- Acleris paracinderella
- Acleris paradiseana
- Acleris parisiana
- Acleris peculiana
- Acleris pedemontana
- Acleris perfundana
- Acleris permixtana
- Acleris permutana
- Acleris pernix
- Acleris perplexana
- Acleris perspicuana
- Acleris phalera
- Acleris phanerocrypta
- Acleris phantastica
- Acleris placata
- Acleris placidana
- Acleris placidus
- Acleris platynotana
- Acleris plumbeana
- Acleris plumbeofasciana
- Acleris plumbeostriana
- Acleris plumbosana
- Acleris pluripunctata
- Acleris pompica
- Acleris porphyrocentra
- Acleris postchantana
- Acleris postmaculana
- Acleris potentillana
- Acleris praeterita
- Acleris pretiosana
- Acleris procapucina
- Acleris prochantana
- Acleris procristalana
- Acleris profanana
- Acleris profundana
- Acleris proinsulana
- Acleris prostriana
- Acleris prosubchantana
- Acleris proteana
- Acleris provinciana
- Acleris provittana
- Acleris proxanthovittana
- Acleris proximana
- Acleris pruinosana
- Acleris pryerana
- Acleris pseudoaquilana
- Acleris pseudoconfixana
- Acleris pseudocoronana
- Acleris pseudologiana
- Acleris pseudomayrana
- Acleris psorana
- Acleris ptychogrammos
- Acleris pulchella
- Acleris pulcherrima
- Acleris pulverana
- Acleris pulverosana
- Acleris punctana
- Acleris punctilineana
- Acleris purdeyana
- Acleris purpurana
- Acleris pyrivorana
- Acleris quercinana
- Acleris quinquefasciana
- Acleris radiana
- Acleris ragatzana
- Acleris ramostriana
- Acleris rantaizana
- Acleris razowskii
- Acleris recula
- Acleris repandana
- Acleris reticulana
- Acleris reticulata
- Acleris retrusa
- Acleris rhombana
- Acleris robinsoniana
- Acleris romanana
- Acleris rosana
- Acleris roscidana
- Acleris rosella
- Acleris rossiana
- Acleris roxana
- Acleris rubellana
- Acleris rubidana
- Acleris rubivorella
- Acleris rufana
- Acleris ruficostana
- Acleris ruficristana
- Acleris rufifasciana
- Acleris rufimaculana
- Acleris rufimixtana
- Acleris rufinigrana
- Acleris rufistrigana
- Acleris rufivittana
- Acleris sabulana
- Acleris sagittana
- Acleris sagmatias
- Acleris salicicola
- Acleris santacrucis
- Acleris sardivola
- Acleris saturata
- Acleris scabrana
- Acleris schalleriana
- Acleris schreberiana
- Acleris scotana
- Acleris scoticana
- Acleris selasana
- Acleris semiannula
- Acleris semipurpurana
- Acleris semirhombana
- Acleris semistriana
- Acleris semitexta
- Acleris semiustana
- Acleris senescens
- Acleris sepiana
- Acleris septifera
- Acleris sequana
- Acleris sericana
- Acleris sheldonana
- Acleris sheldoniana
- Acleris sheljuzhkoi
- Acleris shepherdana
- Acleris signana
- Acleris similana
- Acleris similis
- Acleris simplex
- Acleris simpliciana
- Acleris sinica
- Acleris sinuosaria
- Acleris sordidata
- Acleris southiana
- Acleris spadiceana
- Acleris sparsana
- Acleris speciosana
- Acleris spectrana
- Acleris squamana
- Acleris squamulana
- Acleris stachi
- Acleris stadiana
- Acleris staudingeri
- Acleris stibiana
- Acleris stickmanniana
- Acleris striana
- Acleris striatana
- Acleris strigifera
- Acleris strigulana
- Acleris suavana
- Acleris subalboflammana
- Acleris subcapucina
- Acleris subchantana
- Acleris subcoprana
- Acleris subcristalana
- Acleris subcristana
- Acleris subdivisana
- Acleris subfasciana
- Acleris subferruginea
- Acleris subfulvoliterana
- Acleris subfulvomixtana
- Acleris subfulvovittana
- Acleris subgrisea
- Acleris subhastiana
- Acleris subliterana
- Acleris submaccana
- Acleris subnigrana
- Acleris subnivana
- Acleris subochreanigrana
- Acleris subradiana
- Acleris subscabrana
- Acleris substriana
- Acleris subtripunctulana
- Acleris subunicolorana
- Acleris subvittana
- Acleris subxanthovittana
- Acleris sudoriana
- Acleris suffusana
- Acleris sumptuosana
- Acleris tabida
- Acleris taiwana
- Acleris takeuchii
- Acleris tephromorpha
- Acleris testaceana
- Acleris thammiana
- Acleris thiana
- Acleris thomasi
- Acleris thylacitis
- Acleris tibetica
- Acleris tigricolor
- Acleris tolana
- Acleris torquana
- Acleris transapiciana
- Acleris transversana
- Acleris tremewani
- Acleris treueriana
- Acleris treveriana
- Acleris triana
- Acleris tricolorana
- Acleris trigonana
- Acleris trimaculana
- Acleris trimaculata
- Acleris tripunctana
- Acleris tripunctulana
- Acleris trisignana
- Acleris tristana
- Acleris trivittana
- Acleris tsuifengana
- Acleris tunicatana
- Acleris uliginosana
- Acleris ulmana
- Acleris ulmicola
- Acleris ulotana
- Acleris umbrana
- Acleris undulana
- Acleris unicolor
- Acleris unicolorana
- Acleris uniformata
- Acleris uniformis
- Acleris ustomaculana
- Acleris ustulana
- Acleris vacciniivorana
- Acleris walkerana
- Acleris variana
- Acleris variegana
- Acleris variegata
- Acleris variolana
- Acleris variostriana
- Acleris vaughaniana
- Acleris webbiana
- Acleris venatana
- Acleris veterana
- Acleris viburnana
- Acleris vikeniana
- Acleris violaceana
- Acleris virgulana
- Acleris vittana
- Acleris wolfschlaegeriana
- Acleris xanthovittana
- Acleris yasudai
- Acleris yasutoshii
- Acleris youngana
- Acleris zeta
- Acleris zimmermani